# Melanosmicra tricolor
Melanosmicra tricolor is een vliesvleugelig insect uit de familie bronswespen (Chalcididae). De wetenschappelijke naam is voor het eerst geldig gepubliceerd in 2008 door Navarro-Tavares & Tavares.